# سورن بارتول
سورن بارتول (انگلیسی: Sören Bartol؛ زادهٔ ۴ سپتامبر ۱۹۷۴) یک سیاست‌مدار اهل آلمان است.